# IC 3844
IC 3844 ist eine Spiralgalaxie vom Hubble-Typ Sc im Sternbild Jagdhunde am Nordsternhimmel. Sie ist schätzungsweise 882 Millionen Lichtjahre von der Milchstraße entfernt und hat einen Durchmesser von etwa 120.000 Lichtjahren. Vom Sonnensystem aus entfernt sich die Galaxie mit einer errechneten Radialgeschwindigkeit von näherungsweise 19.700 Kilometern pro Sekunde.
Im selben Himmelsareal befinden sich unter anderem die Galaxien IC 3832, IC 3850, PGC 2151778, PGC 2156513.
Das Objekt wurde am 21. März 1903 von Max Wolf entdeckt.